# 대한민국 식품의약품안전처
식품의약품안전처(食品醫藥品安全處)는 식품 및 의약품의 안전에 관한 사무를 관장하는 대한민국의 옛 중앙행정기관이다. 처장은 차관급 정무직공무원으로, 차장은 고위공무원단 가등급에 속하는 일반직공무원으로 보한다.

## 소관 사무
- 식품(농수산물 및 그 가공품, 축산물 및 주류를 포함한다)·건강기능식품·의약품·마약류·화장품·의약외품·의료기기 및 위생용품 등의 안전에 관한 사무

## 역사
정부수립 당시 식품과 의약품에 관한 사무는 보건부의 소관사무에 속했다. 방역국에 위생과와 약정국을 두어 식료위생과 약품에 관한 사무를 분장토록 했으며, 1955년에는 보건사회부의 소관사무로 바뀌었다. 당초 위생과는 식품과 관련해서 식료위생만 다루었지만 나중에는 환경위생, 식품제조 위생 등 소관사항이 늘어났으며 1967년에는 위생과를 환경위생과와 식품위생과로 분리하였다가 1970년에는 차관 직속 위생관리관실로 승격시켰다. 1973년에는 위생국으로 개편했다가 1994년에는 식품에 대한 안전성을 확보하기 위해 식품국으로 개편되었다.
1995년 김영삼 정부에서는 식품의약품관리청의 설치를 검토하기 시작했다. 불량식품 추방은 정부가 국민과 약속한 것이며 식의약품의 안정성 확보는 삶의 질 향상과 관련있는 당면한 과제이므로 현행 식품위생관리 체계를 대폭 개편할 필요가 있었기 때문이다. 이에 작은정부를 표방하고 있지만 개혁적 차원에서 새로운 청을 만들기로 했음을 밝혔다. 이후 1996년 4월 부정·불량식품 및 의약품에 대한 전문적이고 종합적인 안전관리체계를 확보하고 일원화하기 위해 복지부 산하에 식품의약품안전본부를 독립기구로 설치했다. 이는 식의약품의 안전은 국민보건의 기초이지만 아직 관리체계가 기초적 수준에 머무르고 있기에 전담 기구를 발족할 필요가 있었기 때문이라고 밝혔다. 또한 복지부 장관의 지휘·감독을 받는 산하기구로 출범했지만 내년 상반기 중에 독립된 외청으로 확대 개편한 뒤 미국 식품의약국(FDA)과 같은 권위를 지닌 기구로 성장시킬 계획이라고 밝혔다.
FDA 수준의 식약청 설립 모형은 1998년에 실현되었다. 김대중 정부 출범 전에 인수위원회는 FDA를 본뜬 식약청의 기본모형을 제시했는데 "선진국에서도 국민건강 보호차원에서 식품관리업무를 농림부서에서 보건부서로 전환하거나 전담부서를 설치하는 추세"라며 승격의 필요성을 강조했다. 2월 28일 식품 및 의약품에 대한 안전관리 기능을 강화하기 위해 식품의약품안전청이 신설되었다. 노무현 정부에서는 권한과 지위 외에도 조직도 '신속, 효율, 책임'을 강화하는 차원에서 FDA를 벤치마킹했다. 기술행정과 기술심사 조직이 양분되어 협조가 되지 않는 문제점을 개선하기 위해 기능통합형센터 방식을 본떠 본부·팀제로 재편하기로 한 것이다.
하지만 이러한 노력에도 불구하고 '한국판 FDA'는 등장하지 못했다. 발암물질 향어, 기생충알 김치 등 잇따른 식품안전사고가 발생했지만 생산·제조·섭취에 이르는 식품에 대한 광범위한 업무가 복지부, 해수부, 농림부 등에 분산되어 있었는데 일원화가 이뤄지지 않았기 때문이다. 2005년 9월에는 1급 실·국장회의를 열어 식품안전 관리문제 일원화에 대해 논의했지만 결국 한국판 FDA의 설립은 장기과제로 돌려버렸다. 이렇듯 정부가 적극적인 움직임을 보이지 못하자 여당인 열린우리당은 독자적으로 일원화 방안에 나서기도 했다. 정책회의를 열어 8개 부처로 분리된 식품관리 안전업무를 복지부와 식약청으로 일원화하고 분석·평가·관리를 위한 인력과 예산의 확대를 추진키로 했다. 이에 2006년 3월 국무총리실은 다시 식품안전 행정업무 일원화에 나서 식품안전 관리·감독 업무를 담당하는 식품안전처를 신설하고 기존의 식약청은 복지부 산하 약품관리본부로 개편하는 안을 추진하기로 밝혔다. 하지만 국회에서 논의가 이루어지던 중 얼마 남지 않은 임기를 두고 정부조직을 개편하는 것은 문제가 있다는 열린우리당과 한나라당의 반대로 식약청 개편은 무위로 돌아갔다.
2008년 이명박 정부는 인수위에서 '점진적으로 식품안전까지 포함한 식품행정 일원화를 추진'하겠다고 밝혀 작은정부를 지향하며 식약청을 농림부에 흡수하려는 기존의 안을 철회하고 사실상 조직 존속을 결정했다. 하지만 대부처·대국주의에 따라 기존의 본부·팀제는 국·과제로 변경되었다.
2010년 11월 30일 식약청은 은평구 불광동에서 충북 오송보건의료행정타운으로 이전하였다.
2013년 박근혜 정부에서는 총리 소속 식약처로 위상이 높아져 승격이 이루어졌다. 이는 '먹을거리 안전관리 일원화'라는 취지를 살리기 위해서이며 이에 발맞춰 예산과 인력도 늘어나게 되었다.

### 연혁
- 1998년 2월 28일: 보건복지부로부터 일부 소관사무를 이관받아 외청으로 식품의약품안전청을 설치.[17]
- 1999년 5월 24일: 보건복지부로부터 식품·의약품의 안전관련 기능 중 일부를 이관받음.[18]
- 2008년 2월 29일: 보건복지가족부의 외청으로 소속 변경.[19]
- 2010년 3월 19일: 보건복지부의 외청으로 소속 변경.[20]
- 2013년 3월 23일: 농림수산식품부로부터 농축수산물 위생안전에 관한 사무를, 보건복지부로부터 식품·의약품 안전정책에 관한 사무를 이관받아 국무총리 직속 식품의약품안전처로 개편.[21]

### 역대 로고

1998년부터 2010년까지 사용된 식품의약품안전청 로고
2010년부터 2013년까지 사용된 식품의약품안전청 로고
2013년부터 2016년까지 사용된 식품의약품안전처 로고

## 조직
| 국                 | 기획관실           | 담당관실·과 |
| 처장 산하 하부조직 | 처장 산하 하부조직 | 처장 산하 하부조직 |
| ------------------ | ------------------ | --- |
|                    |                    | 대변인실ㆍ글로벌수출전략담당관실 |
| 차장 산하 하부조직 |                    | |
| 기획조정관실       | 기획조정관실       | 기획재정담당관실ㆍ혁신행정담당관실ㆍ규제개혁법무담당관실ㆍ국제협력담당관실ㆍ정보화담당관실ㆍ고객지원담당관실ㆍ비상안전담당관실ㆍ빅데이터정책분석팀 |
|                    |                    | 감사담당관실ㆍ위해사범중앙조사단ㆍ허가총괄담당관실ㆍ첨단제품허가담당관실ㆍ사이버조사팀ㆍ운영지원과                                                 |
| 소비자위해예방국   | 소비자위해예방국   | 위해예방정책과ㆍ위해정보과ㆍ통합식품데이터기획과ㆍ시험검사정책과ㆍ위생용품정책과                                                                   |
| 식품안전정책국     | 식품안전정책국     | 식품안전정책과ㆍ식품관리총괄과ㆍ식품안전인증과ㆍ건강기능식품정책과ㆍ식품표시광고정책과                                                             |
|                    | 식품기준기획관실   | 식품기준과ㆍ유해물질기준과ㆍ첨가물기준과 |
| 수입식품안전정책국 | 수입식품안전정책국 | 수입식품정책과ㆍ현지실사과ㆍ수입검사관리과ㆍ수입유통안전과ㆍ디지털수입안전기획팀                                                                   |
| 식품소비안전국     | 식품소비안전국     | 식생활영양안전정책과ㆍ축산물안전정책과ㆍ농수산물안전정책과ㆍ식중독예방과                                                                           |
| 의약품안전국       | 의약품안전국       | 의약품정책과ㆍ의약품관리과ㆍ의약품품질과ㆍ임상정책과ㆍ의약품안전평가과                                                                             |
|                    | 마약안전기획관실   | 마약정책과ㆍ마약관리과ㆍ마약예방재활팀 |
| 바이오생약국       | 바이오생약국       | 바이오의약품정책과ㆍ바이오의약품품질관리과ㆍ한약정책과ㆍ화장품정책과ㆍ의약외품정책과                                                               |
| 의료기기안전국     | 의료기기안전국     | 의료기기정책과ㆍ혁신진단기기정책과ㆍ의료기기관리과ㆍ의료기기안전평가과                                                                             |

### 소속기관
- 처장의 관장 사무를 지원하는 기관
  - 식품의약품안전평가원
- 처장의 소관 사무를 분장하는 기관
  - 지방식품의약품안전청

### 소속 자문위원회
| 위원회명                                   | 주관부처         | 설치근거                           | 비고 |
| ------------------------------------------ | ---------------- | ---------------------------------- | ---- |
| 건강기능식품심의위원회                     | 식품의약품안전처 | 건강기능식품에 관한 법률 제27조    |      |
| 식품위생심의위원회                         | 식품의약품안전처 | 식품위생법 제57조                  |      |
| 어린이식생활안전관리위원회                 | 식품의약품안전처 | 어린이 식생활안전관리특별법 제25조 |      |
| 유전자재조합식품등안전성평가자료심사위원회 | 식품의약품안전처 | 식품위생법 제18조                  |      |
| 의료기기위원회                             | 식품의약품안전처 | 의료기기법 제5조                   |      |
| 의약품부작용심의위원회                     | 식품의약품안전처 | 약사법 제68조의11                  |      |
| 중앙약사심의위원회                         | 식품의약품안전처 | 약사법 제18조                      |      |
| 축산물위생심의위원회                       | 농림축산식품부   | 축산물위생관리법 제3조의2          |      |

## 정원
식품의약품안전처에 두는 공무원의 정원은 다음과 같다.
| 총계      | 총계              | 647명 |
| --------- | ----------------- | ----- |
| 정무직 계 | 정무직 계         | 1명   |
|           | 처장              | 1명   |
|           |                   |       |
| 일반직 계 | 일반직 계         | 646명 |
|           | 고위공무원단      | 11명  |
|           | 3급 이하 5급 이상 | 198명 |
|           | 6급 이하          | 429명 |
|           | 전문직공무원      | 8명   |

## 재정
총수입·총지출 기준 2023년 재정 규모는 다음과 같다.
| 구분                    | 세입예산        | 작년 대비 증감 |
| ----------------------- | --------------- | -------------- |
| 일반회계                | 386억 8900만 원 | -22.83%        |
| 농어촌구조개선 특별회계 | 1800만 원       | +80%           |
|                         |                 |                |
| 합계                    | 387억 700만 원  | -22.81%        |

| 구분                    | 구분         | 세출예산         | 작년 대비 증감 |
| ----------------------- | ------------ | ---------------- | -------------- |
| 일반회계                | 식품의약안전 | 6703억 7000만 원 | +1.89%         |
| 국가균형발전특별회계    | 식품의약안전 | 38억 4100만 원   | +0%            |
| 농어촌구조개선 특별회계 | 농업·농촌    | 22억 9900만 원   | +1.01%         |
|                         |              |                  |                |
| 합계                    | 합계         | 6765억 1000만 원 | +1.88%         |

## 논란 및 비판

### 식품행정 일원화 논란
2017년 살충제 계란 파동에 대해 식약처가 효율적인 대응을 하지 못했던 것에 연유하여 식품안전행정의 일원화 요구가 거세졌다. 식약처가 식품안전관리를 총괄하는 컨트롤타워 기능을 제대로 수행하지 못했기 때문이었는데, 이는 식품의 생산과 유통·소비를 식약처와 농식품부가 각각 관할하는 이중 구조에서 비롯되었다는 시각이 팽배했기 때문이었다. 당초 식약처는 2013년 설립될 당시 식품 위생과 안전관리 업무에서 컨트롤타워 역할을 하도록 설계되었지만 조직이 축소되는 것을 우려한 농식품부와 농민단체의 반발로 이원화 체제가 되었고 식품안전의 유기적 관리가 어려워진 것이다. 살충제 파동 당시에는 국무총리가 컨트롤타워 역할을 맡도록 교통정리가 이루어졌지만 국회 보건복지위원회는 "먹거리 안전을 보장해야 할 식품안전관리 일원화 제도의 허점을 드러낸 것"이라며 전반적인 보완을 주문했고, 한국소비자연맹도 "유기적이고 효율적인 관리를 위해 창구를 일원화하는 것이 바람직하다"고 말했다. 이에 대해 김영록 농식품부 장관은 일원화 문제보다는 제대로 된 판단이 중요하다며 "식약처와 정보·인적 공유를 해 나가겠다"고 밝혔고 류영진 식약처장도 동의하면서 사실상 일원화에 반대했다.
식약처의 전신인 식약청 역시 식품행정업무에 대한 일원화 논란이 있었다. 새우깡 생쥐머리 사건과 2008년 중국산 유제품 멜라민 오염사건이 일어났을 때에도 관리 체계가 농식품부와 이원화되어 있어 제대로 된 대처를 하지 못했고 식품 안전 관리를 위해 식품행정업무 일원화를 추진해야 할 필요성이 큰 공감을 얻었었다. 하지만 장태평 당시 농식품부 장관과 윤여표 당시 식약청장은 "식품산업 관련은 농식품부가, 식품안전 관련은 식약청이 담당하는 것이 맞다"며 반대 의견을 밝혔다.
하지만 한국처럼 먹거리의 80%를 수입에 의존하는 나라에서 식품안전에 대한 전문적 업무를 담당하는 기구를 존치해야 한다는 주장도 있다. 이와 함께 「식품안전기본법」에 의하면 식품안전 컨트롤타워 역할을 수행하는 것은 국무총리이므로 주요 정책을 종합적으로 다루는 총리 산하 식품안전정책위원회의 역할을 개선해야 한다는 주장도 나왔다. 또한 특별사법경찰권을 가지고 있으면서도 국내 식품에 대해서만 사용할 수 있어 유명무실한 수입 원산지 표시 위반 단속 등 단속 권한을 강화할 필요성도 제기되었다.
식약처와 농식품부의 권한 다툼은 정치권에서도 갑론을박이 벌어져 제대로 된 해결점을 찾아내지 못하고 있다. 황주홍 국민의당 의원이 식약처를 폐지하고 국민 먹거리 안전업무를 농식품부로 일원화하는 「정부조직법」 개정안을 대표발의하는 등 정치권에서도 논의가 이어졌지만 여당인 더불어민주당 내에서조차 농림축산식품해양수산위원회와 보건복지위원회 소속 의원 사이에서 상반된 의견이 제기되고 있으며, 식약처와 농식품부는 집권여당을 등에 업고 주도권을 잡으려는 기싸움이 벌어지고 있다는 것이다.

## 같이 보기
- 식품의약품안전처장
- 식품의약품안전처 차장
- 미국 식품의약국

### 내용주
1. ↑  2025년 9월 25일까지 존속하는 한시조직.
2. ↑  2025년 7월 31일까지 존속하는 한시조직.
3. ↑  2025년 1월 31일까지 존속하는 한시조직.
4. 1 2  2026년 5월 31일까지 존속하는 한시조직.
5. ↑  한시정원 2명 포함.
6. ↑  한시정원 1명 포함.

### 참조주
1. 1 2  「식품의약품안전처와 그 소속기관 직제」 별표 2 및 별표 5
2. 1 2  기획재정부. “열린재정 > 재정연구분석 > 재정분석통계 > 예산편성현황(총수입)”. 《열린재정》. 2023년 1월 1일에 확인함.
3. 1 2  기획재정부. “열린재정 > 재정연구분석 > 재정분석통계 > 세목 예산편성현황(총지출)”. 《열린재정》. 2023년 1월 1일에 확인함.
4. ↑  “식품·의약품관리청 내년 신설(종합)”. 《연합뉴스》 (서울). 1995년 5월 11일. 2018년 4월 15일에 확인함.
5. ↑  “식·의약품관리 완벽하게”. 《동아일보》. 1996년 3월 14일. 2018년 4월 15일에 확인함.
6. ↑  최병국 (1996년 4월 4일). “식품·의약품안전본부 출범”. 《연합뉴스》 (서울). 2018년 4월 15일에 확인함.
7. ↑  채삼석 (1998년 1월 7일). “한국형 FDA 독립외청 설치 구체화”. 《연합뉴스》 (서울). 2018년 4월 15일에 확인함.
8. ↑  박창욱 (2005년 5월 29일). “식약청 '美FDA 방식'으로 조직 전면 개편”. 《연합뉴스》 (서울). 2018년 4월 15일에 확인함.
9. ↑  김광호; 김재중 (2005년 10월 28일). “'한국판 FDA' 설립 물건너가나”. 《경향신문》. 2018년 4월 15일에 확인함.
10. ↑  전인철; 안만호 (2005년 11월 3일). “식품관리체계 바꾼다… 업무 일원화·식약청인력 300명 증원 추진”. 《파이낸셜뉴스》. 2018년 4월 15일에 확인함.
11. ↑  장세훈 (2006년 3월 2일). “'식품안전처' 신설키로”. 《서울신문》. 2018년 4월 15일에 확인함.
12. ↑  윤철규 (2006년 12월 14일). “식품안전처 신설, 현 정권에서 논의는 사실상 끝?”. 《뉴시스》 (서울). 2018년 4월 15일에 확인함.
13. ↑  박정철; 문수인 (2006년 12월 18일). “식품안전처 설립 무산되나”. 《매일경제》. 2018년 4월 15일에 확인함.
14. ↑  하채림 (2008년 1월 16일). “<조직개편 표정> 식품의약품안전청”. 《연합뉴스》 (서울). 2018년 4월 15일에 확인함.
15. ↑  신수영 (2008년 3월 10일). “식약청 국체제로 조직개편”. 《머니투데이》. 2018년 4월 15일에 확인함.
16. ↑  신호경 (2013년 3월 25일). “식약처, '식품안전관리 일원화' 맞춰 조직 개편”. 《연합뉴스》 (서울). 2018년 4월 15일에 확인함.
17. ↑  법률 제5529호
18. ↑  법률 제5982호
19. ↑  법률 제8852호
20. ↑  법률 제9932호
21. ↑  법률 제11690호
22. ↑  정열 (2017년 8월 20일). “[살충제 계란 과제] 식품안전관리 컨트롤타워 필요… "창구 일원화해야"”. 《연합뉴스》 (서울). 2018년 4월 15일에 확인함.
23. ↑  변해정 (2017년 8월 22일). “김영록 농식품부 장관, 부처 일원화 반대… "식약처와 협업이 더 중요"”. 《뉴시스》 (세종). 2018년 4월 15일에 확인함.
24. ↑  신수영 (2008년 10월 6일). “복지위, "식품행정 일원화 시급" 주문”. 《머니투데이》. 2018년 4월 15일에 확인함.
25. ↑  신수영 (2008년 4월 16일). “윤여표 식약청장, "식품행정 일원화는 안돼"”. 《머니투데이》. 2018년 4월 15일에 확인함.
26. ↑  안종주 (2017년 9월 22일). “식약처, 식품 단속 권한 가져야”. 《프레시안》. 2018년 4월 15일에 확인함.
27. ↑  박영래 (2017년 9월 18일). “황주홍 "국민 먹거리 안전업무 농식품부로 일원화"”. 《뉴스1》 (무안). 2018년 4월 15일에 확인함.
28. ↑  김상영 (2018년 1월 29일). “농식품부·식약처 업무 다툼, 정치권으로…”. 《농민신문》. 2018년 4월 15일에 확인함.